# 肯珀项目
肯珀项目(Kemper Project)是一座正在建设的位于美国密西西比州肯珀郡的整体煤气化联合循环电站。該計畫耗資70億美金後已經失敗，現有設備改裝為傳統天然氣發電廠。
迄今为止，美国只有两座拥有这项技术的电站。
肯珀项目计划使用工程所在地附近出产的褐煤为燃料。预计可以“捕获并封存电站二氧化碳总排放量的65%。”褐煤是一种介于泥煤和沥青煤之间的低级煤。整个密西西比州蕴藏了大约四十亿吨的褐煤。

## 背景

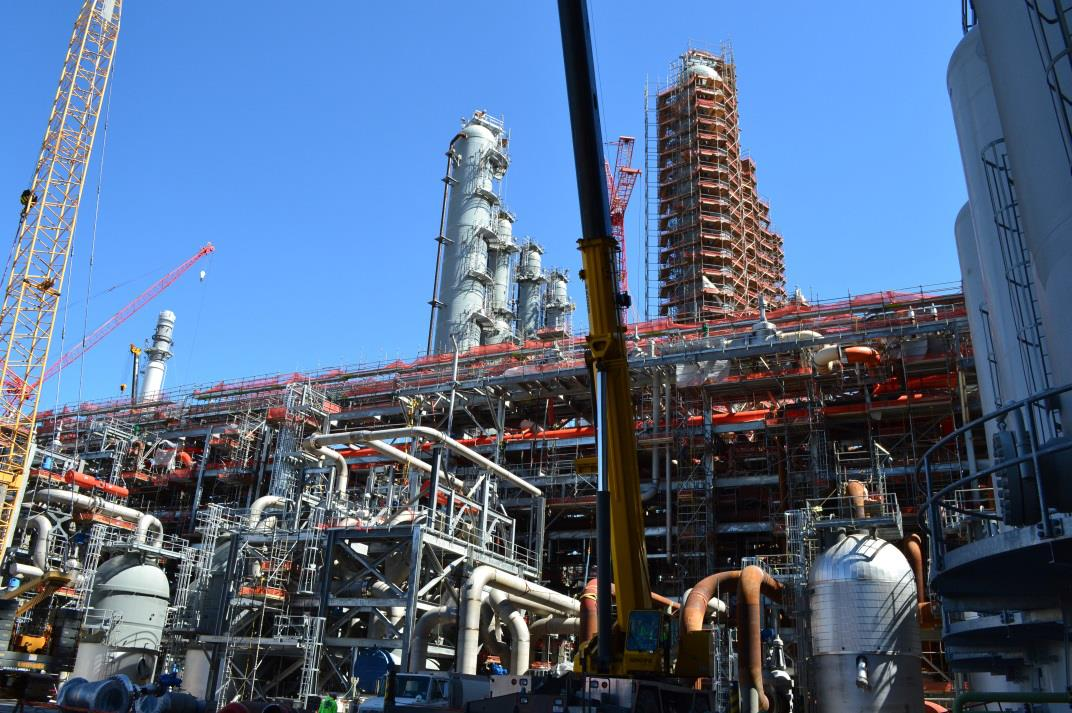
主廠區

肯珀是一个密西西比的小郡，位于离默里迪恩市以北大约30分钟车程。密西西比电力是密西西比州一个规模很大的电力公司。它主要为格尔夫波特(Gulfport)、比洛克西(Biloxi)、哈蒂斯堡(Hattiesburg)、默里迪恩(Meridian)、帕斯卡古拉(Pascagoula)、哥伦比亚(Columbia)等地供应电力。
南方电力的分公司密西西比电力，声明肯珀电站将通过减小排量，捕获二氧化碳来制造清洁能源，保证发电量的同时也积极应对全球气候变化的挑战。 因为整体煤气化联合循环系统对水的需求量很小，所以发电过程不会影响到周边地区的水源。一份出自南方电力的研究报告表明：肯珀项目是“一个规模巨大的实体化项目，并且会为将来的煤电站设定新的行业标准。” 公司自称肯珀电站建成以后将成为一个液体零排放的工厂。
该工程始建于2010年，工程的建设方是美国南方电力公司的分公司密西西比电力。整体煤气化就是一种将煤炭转换为煤气的过程。  为满足日益增长的能源需求，现代社会对天然气的依赖性越来越大，从而导致了天然气价格的高涨以及人们对未来能源供应的担忧。密西西比电力公司正在通过引进这项技术以探求有效平衡能源投资组合的解决方案。
2010年6月3日，密西西比公共服务委员会批准了这个项目，并且在当天举行了动工仪式。 时任州长赫利巴博尔也出席了动工仪式。
该电厂计划于2016年第三季度开业，落后于预定计划两年多，成本为$66亿美元是原有成本估算的三倍。根据塞拉俱乐部的分析，肯珀是有史以来建造的最昂贵的发电厂，按照它将产生电力的瓦特计算。
2017年7月密西西比電力公司宣布計畫失敗，原訂30億美金預算超支至70億，但依然相關科技無法達成預定效果。

## 日程事件
- 2008年：设计人员开始绘制设计草图
- 2010年：密西西比公共服务委员会批准肯珀项目
- 2010年：破土动工
- 2011年：开始挖掘建筑地基
- 2012年：开始建造地面建筑
- 2013年8月：接通了站内230千万的输电线
- 2013年9月：工厂的燃气涡轮发动机成功地完成了第一次点火[15]
- 2017年7月：計畫在超出預算40億美元後，仍無法按預定計畫運行，密西西比電力公司沒有選擇，只好宣布潔淨煤計畫失敗，利用現有設備改以天然氣發電。[16]

## 简介
- 发电站：582兆瓦发电站[10]
- 科技：TRIG 整体煤气化联合循环(IGCC)
- 工程选址：美国，密西西比州，肯珀郡
- 燃料：密西西比褐煤。一年用量可达4百万吨。密西西比已探明的可挖掘储量大约四十亿吨。二氧化碳捕获量是总排量的65%。
- 预计投产日期：2014年12月
- 密西西比公共服务委员会批准项目日期：2010年6月3日
- 建设方和运营商：密西西比电力；南部密西西比电力联合会已经同意购买电站15%的股份
- 供应商：超过450家密西西比企业，其中包括了25个少数族裔所有企业
- 冷却用水：源自默里迪恩市的处理过的废水
- 施工阶段工作岗位：直接和间接雇佣近1万2千人，其中在施工地点工作的有6千人
- 长期工作岗位：直接和间接雇佣1千人[17]
- 奖学金项目：为一部分两年制和四年制大学的学生设立了20项助学基金项目
- 财政收入：在施工阶段为州政府和当地政府创造了将近7千5百万美元的财政收入；建成投产后预计每年创造3千万美元的财政收入

## 规模
- 混凝土：大约106000立方码(大约81000立方米)
- 钢结构：大约38000吨
- 地面管道：大约720000英尺(大约92000米)
- 气化装置重量：550吨
- 新架设输电网：60英里(大约96.6公里)
- 二氧化碳管道：62英里(大约100公里)
- 水库：5亿吨
- 天然气管道：6英里(大约9.6公里)

## 输送式综合煤气化技术
肯珀项目将运用输送式综合煤气化(TRIG™)技术。TRIG是由美国能源部联合南方电力公司和KBR公司，在阿拉巴马州的电力开发研究场所内共同开发的煤气化技术。
公司宣称TRIG™技术是一项高尖端的煤气转换科技，并且对环境影响很小。TRIG技术可以利用占全世界煤炭蕴藏量一半以上的褐煤。肯珀项目还在持续引起全球的高度关注。
公司还宣称TRIG™技术不但可以将褐煤转换成洁净的气体燃料，还能有效降低二氧化硫、二氧化氮、二氧化碳和汞的排放量。TRIG™将降低65%的二氧化碳排放量，使肯柏的二氧化碳排放量相当于一个同规模的天然气联合循环发电站。
能源杂志上在2013年4月刊登的一篇文章详细地介绍了TRIG™这项科技。文章指出：“商用输送式综合煤气化(TRIG)系统可以保证二氧化硫、二氧化氮、粉尘、汞、二氧化碳的排放完全达到较高的环保标准。根据大规模工程设计做出的成本分析表明，即使把二氧化碳捕获和封存功能包含到设计里，气流床气化装置系统带来的经济效益比其他类型的系统更加客观。” 正是因为人们在这套系统的设计上付出的努力，电站才能够捕获和封存65%运行中产生的二氧化碳。

## 褐煤

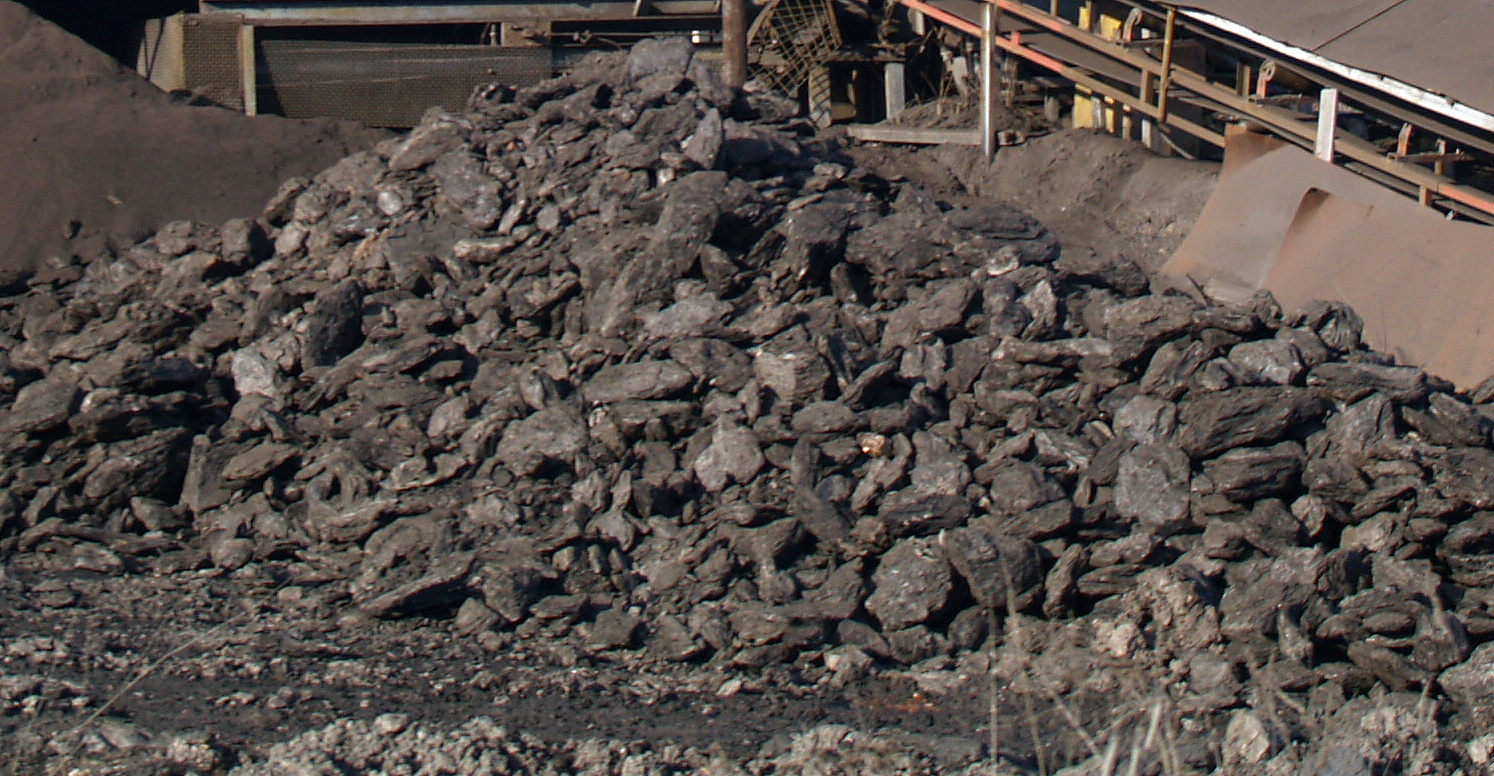
褐煤

褐煤也叫柴煤。是煤化程度最低的矿产煤。一种介于泥炭与沥青煤之间的棕黑色、无光泽的低级煤。化学反应性强，在空气中容易风化，不易储存和远运。它是全世界储藏量最大一种煤矿。
根据褐煤能源委员会的说法，现在79%的褐煤被直接用于热力发电，只有13.5%的褐煤被用来转换成合成气燃料，另外7.5%的褐煤被用来制造肥料。密西西比拥有五十亿吨煤炭储量，其中四十亿吨都是褐煤。最常见的褐煤矿煤层厚度都在2到9英尺之间(0.6-2.74米之间)，可以被经济有效地开采。密西西比拥有的褐煤资源大约占美国总储量的13%。
肯珀电站一个月会使用约375000吨密西西比褐煤。预计在四十年内的消耗量约为1亿5千万吨。

## 碳捕获及封存
碳捕获及封存（或者叫碳收集及储存）（简称CCS），又译为碳封存，是指将大型发电厂产生的二氧化碳收集，并用各种办法储存以避免其进入大气层的技术。这种技术最多可以捕获和封存90%的二氧化碳。 CCS运用一系列综合技术来捕获内燃过程中产生的二氧化碳，并把气体输送到适宜存放的地点(主要是深层地下)使其不能被释放到大气中。现有的储藏技术主要有深海储藏，碱性土壤储藏，以及二氧化碳提高石油采收率。
由于全球能源需求量持续增长，预计到2035年，人对化石燃料的消费会一直保持增长态势。由此带来的二氧化碳排放量的增长不可忽视。CCS被认为是降低排放至大气层的二氧化碳的关键技术。
世界对煤炭的持续依赖既突显显出CCS技术的发展潜力，也突显显出了人们在发展实用技术保证能源供应同时达到环保标准这个问题上遇到的挑战。即使在那些未找到可行技术或能源资源的领域里，未来商品价格及气候变化还是会迫使人们探索碳捕获及封存的可能性，以保证未来长期的能源保存和能源安全。这一世界性的趋势使得人们以更大的时间跨度来考虑一座能源项目的价值和回报，特别是那些前期资本投入大、预计使用周期长的项目。
在全世界持续依赖化石燃料的大趋势下，CCS技术对防止全球气候变化至关重要。 二氧化碳提高石油采收率(CO2-EOR)最好的例子就是肯珀电站。它已经成为了重要的气候和能源的双重解决方案。

## 研究和开发
在未来几十年中，降低二氧化碳排放量的需求将快速增长。这就会刺激人们开发创造新的碳捕获技术。可持续化的研究和开发此类技术在全世界都引起了较大的关注和讨论。 相关的研究和开发工作甚至被人们拿来与保护臭氧层的科学和外交合作相提并论。外交合作也会促使技术、产品需求量上涨，从而衍生出此类技术在全球同领域中的应用。政界的领导人们也表示：“如果你对创新视而不见，那么你所做的一切就是在用过去的技术建设未来的电站”

## 环境问题的辩论
一些环保组织表示：肯柏项目是一项耗资巨大但收益有限的工程。美国环保组织塞拉俱乐部和Bridge the Gulf正在试图说服美国陆军工程兵团拒绝同意密西西比电力只用那块湿地来建设电站。
塞来俱乐部的密西西比分部认为电力公司不应该再肯珀郡的选址上建设工厂。他们认为电站附近的湿地会受到来自电站的污水的污染。 此外，他们认为开采褐煤会侵蚀环境并最终迫使很多当地人迁移。这样的担忧显得毫无根据。为了调和这些矛盾，电力公司最后采取了包括加强31英亩湿地的保护、150英亩河堤加固、3千英尺渠道挖掘等措施对环境加强了保护。 公司还和默里迪恩市签合同，使用该市的废水作为电站的冷却用水。 另外，肯珀电站是一个液体”零排放”的单位。所以，电站不会向河流、小溪或者小河里排放任何工业废水。
碳捕获技术将被运用到发电过程中以减少65%的二氧化碳排放量。 近期，这个项目被认定为美国唯一的一个拥有碳捕获技术的电站。